# Антипов Володимир Борисович
Володимир Борисович Антипов (рос. Владимир Борисович Антипов; 14 січня 1978, м. Апатити, СРСР) — російський хокеїст, лівий/правий нападник. Заслужений майстер спорту Росії (2002).
Вихованець хокейної школи «Торпедо» (Ярославль). Виступав за «Локомотив» (Ярославль), «Саут-Кароліна Стінгрейс» (ECHL), «Сент-Джонс Мейпл-Ліфс» (АХЛ), «Лонг-Біч Айсдогс» (ІХЛ), «Салават Юлаєв» (Уфа), «Трактор» (Челябінськ), «Сєвєрсталь» (Череповець).
У складі національної збірної Росії учасник чемпіонатів світу 2002, 2003, 2004 і 2005. У складі молодіжної збірної Росії учасник чемпіонату світу 1999. У складі молодіжної збірної Росії учасник чемпіонату світу 1997. У складі юніорської збірної Росії учасник чемпіонату Європи 1996.
Досягнення
- Срібний призер чемпіонату світу (2002), бронзовий призер (2005)
- Чемпіон Росії (1997, 2002, 2003, 2008)
- Володар Кубка Гагаріна (2011).